# Domahoř
Domahoř (německy Domhorsch) je osada poblíž u Zruče nad Sázavou v okrese Kutná Hora.

## Historie
První písemná zmínka o vesnici pochází z roku 1391.

## Fotogalerie

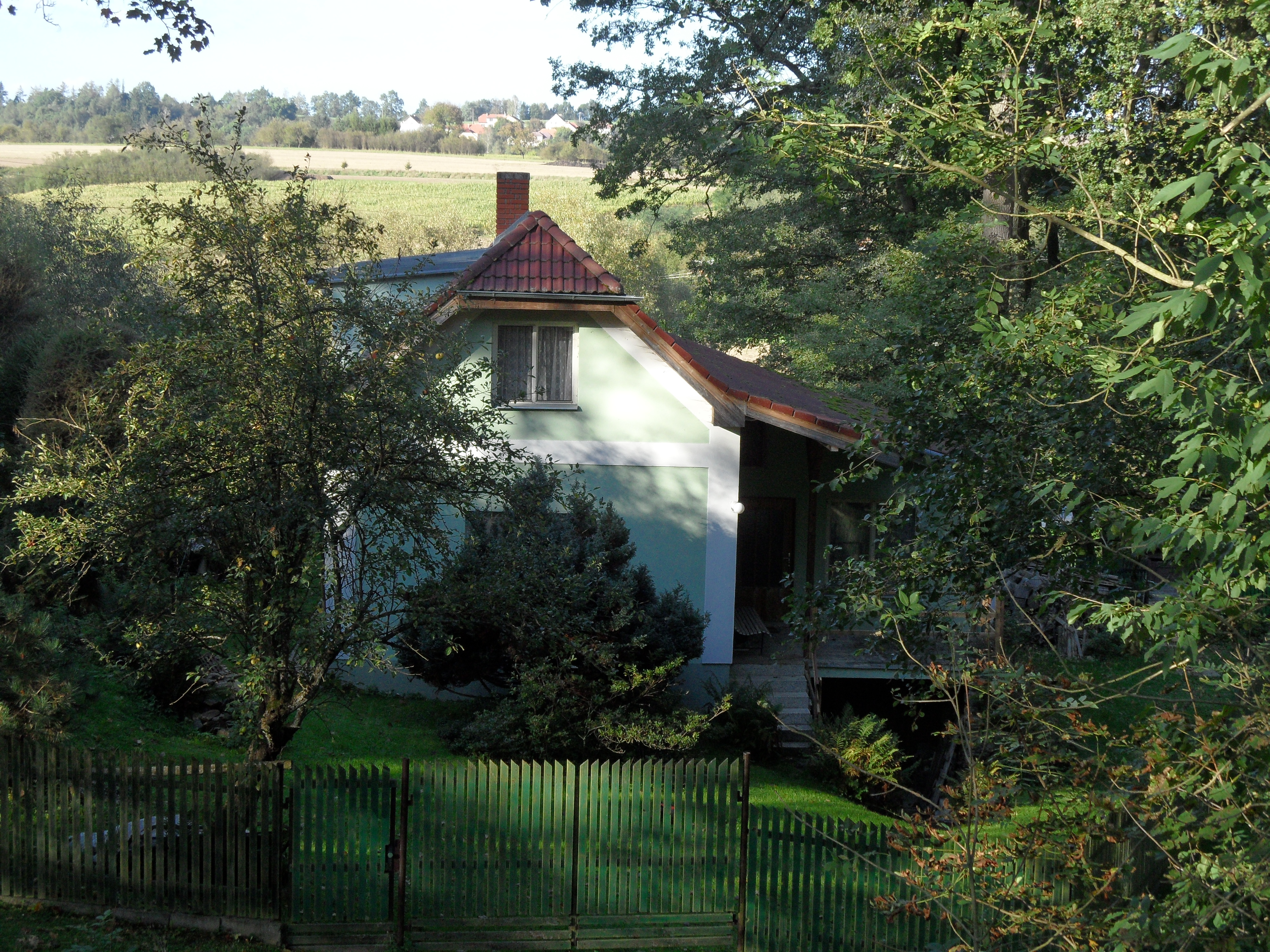
Dům pod svahem
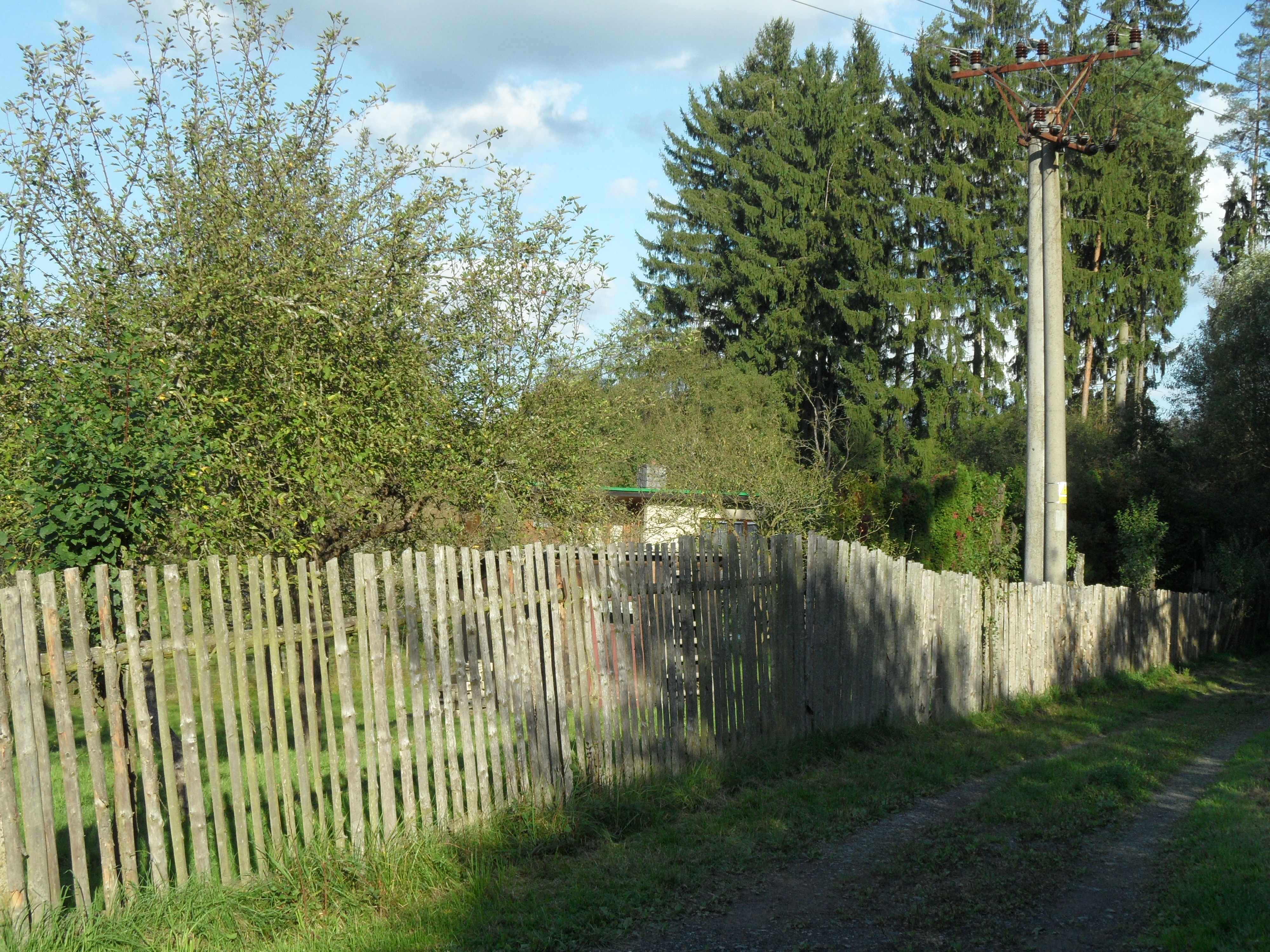
Cesta ve vsi
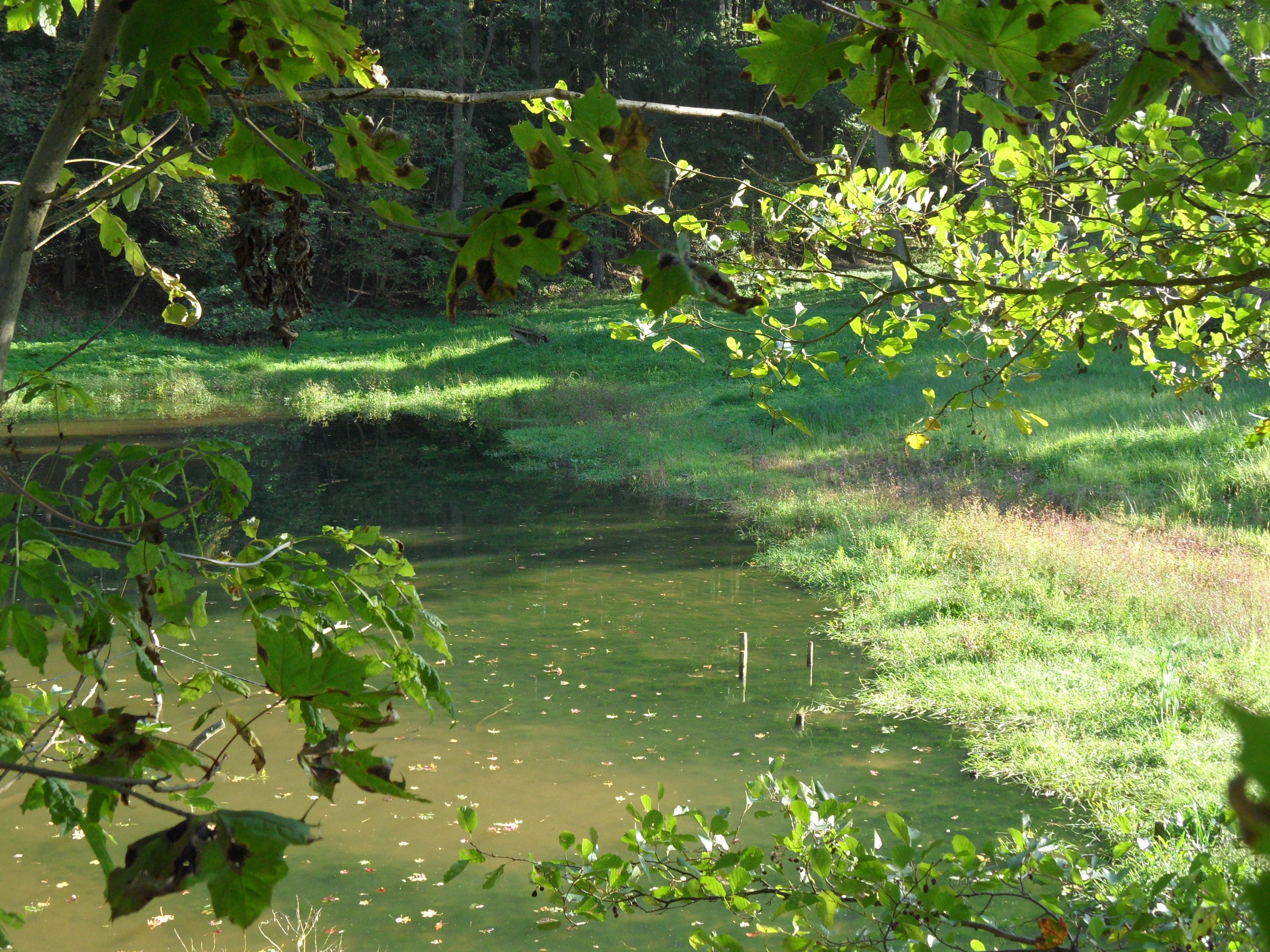
Rybníček
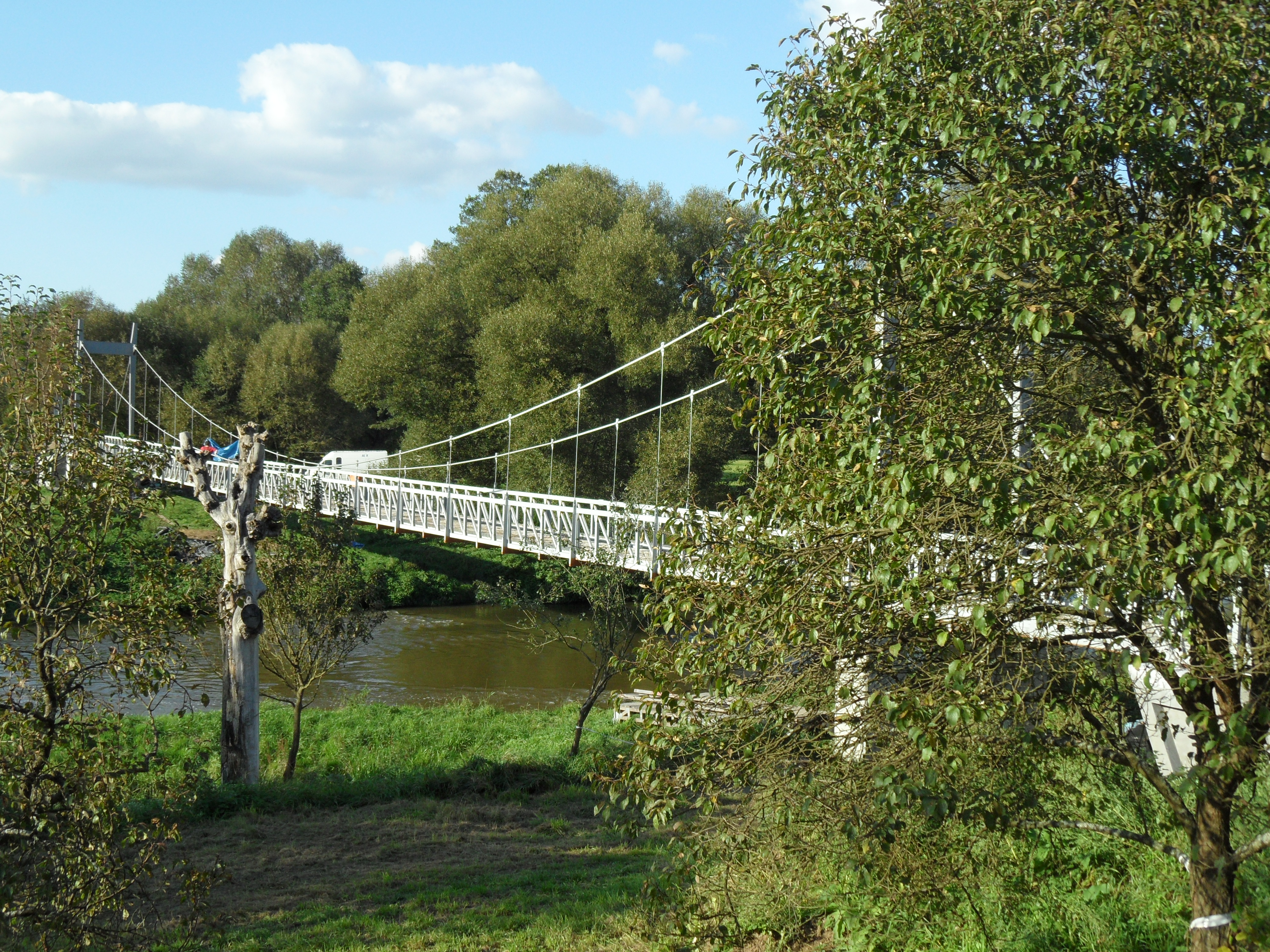
Opravovaný most